# World Cup of Darts 2024
De BetVictor World Cup of Darts 2024 was de veertiende editie van de World Cup of Darts. Het toernooi werd gehouden in de Eissporthalle in Frankfurt am Main, Duitsland. Wales werd als titelhouder uitgeschakeld in de tweede ronde, waarin het Welshe duo zijn eerste wedstrijd speelde. Het Engelse tweetal, bestaande uit Luke Humphries en Michael Smith, won deze editie.

## Prijzengeld
Het prijzengeld bleef ten opzichte van een jaar eerder behouden op £ 450.000.
| Plaats (aantal teams)       | Plaats (aantal teams) | Prijzengeld (Totaal: £ 450.000) |
| --------------------------- | --------------------- | ------------------------------- |
| Winnaar                     | (1)                   | £ 80.000                        |
| Runner-up                   | (1)                   | £ 50.000                        |
| Halvefinalisten             | (2)                   | £ 30.000                        |
| Kwartfinalisten             | (4)                   | £ 20.000                        |
| Laatste 16                  | (8)                   | £ 9.000                         |
| Tweede plaats in groepsfase | (12)                  | £ 5.000                         |
| Derde plaats in groepsfase  | (12)                  | £ 4.000                         |

## Opzet van het toernooi
Er namen 40 landen deel aan de World Cup of Darts en alle wedstrijden werden in koppels gespeeld. De vier best gerangschikte landen, gebaseerd op de laagste cumulatieve PDC Order of Merit-ranglijst van de twee deelnemende spelers, werden geplaatst en stroomden in vanaf de tweede ronde. De resterende 36 landen werden ingedeeld in twaalf groepen van drie landen. In deze groepsfase speelde elk land eenmaal tegen elk ander land uit de eigen groep volgens het round-robin-format. Elke groepswinnaar ging door naar de tweede ronde. Vanaf de tweede ronde werd er gespeeld volgens het knock-outsysteem.
De volgende regels golden om een ronde verder te komen:
| Ronde        | Best of (legs) | First to (legs) |
| ------------ | -------------- | --------------- |
| Groepsfase   | 7              | 4               |
| Tweede ronde | 15             | 8               |
| Kwartfinale  | 15             | 8               |
| Halve finale | 15             | 8               |
| Finale       | 19             | 10              |

## Deelnemende teams
Aan het toernooi deden veertig landen mee, waarbij elk land werd vertegenwoordigd door twee darters. De top 4-landen van de wereld hadden een geplaatste status in het toernooi en stroomden in vanaf de tweede ronde. De overige 36 landen waren ongeplaatst en speelden eerst nog in een groepsfase. De landen en spelers in de volgende tabel werden vertegenwoordigd in het toernooi. Na de loting voor de eerste ronde trok Gerwyn Price zich terug om gezondheidsredenen en werd hij vervangen door Jim Williams. Wales behield wel de status als tweede geplaatst land voor de tweede ronde.
Deelnemende landen
| Land                  | Spelers                                       |
| --------------------- | --------------------------------------------- |
| Engeland (1)          | Luke Humphries & Michael Smith                |
| Wales (2)             | Jonny Clayton & Jim Williams                  |
| Nederland (3)         | Michael van Gerwen & Danny Noppert            |
| Schotland (4)         | Peter Wright & Gary Anderson                  |
| België (5)            | Dimitri Van den Bergh & Kim Huybrechts        |
| Noord-Ierland (6)     | Josh Rock & Brendan Dolan                     |
| Duitsland (7)         | Martin Schindler & Gabriel Clemens            |
| Australië (8)         | Damon Heta & Simon Whitlock                   |
| Ierland (9)           | William O'Connor & Keane Barry                |
| Oostenrijk (10)       | Rowby-John Rodriguez & Mensur Suljović        |
| Polen (11)            | Krzysztof Ratajski & Radosław Szagański       |
| Tsjechië (12)         | Adam Gawlas & Karel Sedláček                  |
| Kroatië (13)          | Boris Krčmar & Romeo Grbavac                  |
| Frankrijk (14)        | Thibault Tricole & Jacques Labre              |
| Zweden (15)           | Jeffrey de Graaf & Oskar Lukasiak             |
| Verenigde Staten (16) | Danny Lauby & Jules van Dongen                |
| Bahrein               | Bassim Mahmood & Duda Durra                   |
| Canada                | Matt Campbell & David Cameron                 |
| China                 | Zong Xiao Chen & Chengan Liu                  |
| Chinees Taipei        | Teng-Lieh Pupo & An-Sheng Lu                  |
| Denemarken            | Benjamin Drue Reus & Claus Bendix Nielsen     |
| Filipijnen            | Christian Perez & Alexis Toylo                |
| Finland               | Teemu Harju & Marko Kantele                   |
| Gibraltar             | Justin Hewitt & Craig Galliano                |
| Guyana                | Norman Madhoo & Sudesh Fitzgerald             |
| Hongarije             | Nándor Major & Gábor Jagicza                  |
| Hongkong              | Man Lok Leung & Lee Lok Yin                   |
| IJsland               | Arngrímur Ólafsson & Pétur Rúðrik Guðmundsson |
| Italië                | Michele Turetta & Massimo Dalla Rosa          |
| Japan                 | Tomoya Goto & Ryusei Azemoto                  |
| Letland               | Madars Razma & Valters Melderis               |
| Litouwen              | Darius Labanauskas & Mindaugas Barauskas      |
| Maleisië              | Siik Hwang Wong & Mohamad Nasir               |
| Nieuw-Zeeland         | Haupai Puha & Ben Robb                        |
| Noorwegen             | Cor Dekker & Håkon Bjørge Helling             |
| Portugal              | José de Sousa & David Gomes                   |
| Singapore             | Paul Lim & Harith Lim                         |
| Spanje                | Jesús Noguera & José Justicia                 |
| Zuid-Afrika           | Cameron Carolissen & Johan Geldenhuys         |
| Zwitserland           | Stefan Bellmont & Bruno Stöckli               |

## Speelschema

### Groepsfase

#### Groep A
| Datum   | Land      | Gem.    | Score | Gem.    | Land       |
| ------- | --------- | ------- | ----- | ------- | ---------- |
| 27 jun. | België    | (87.24) | 4 – 2 | (75.15) | Singapore  |
| 28 jun. | Singapore | (67.95) | 1 – 4 | (75.64) | Filipijnen |
| 28 jun. | België    | (95.43) | 4 – 0 | (68.81) | Filipijnen |

| Pos. | Land       | Wedstrijden | Wedstrijden | Wedstrijden | Legs | Legs | Legs  | Punten |
| ---- | ---------- | ----------- | ----------- | ----------- | ---- | ---- | ----- | ------ |
| Pos. | Land       | G           | W           | V           | LV   | LT   | Saldo | Punten |
| 1    | België     | 2           | 2           | 0           | 8    | 2    | +6    | 4      |
| 2    | Filipijnen | 2           | 1           | 1           | 4    | 5    | -1    | 2      |
| 3    | Singapore  | 2           | 0           | 2           | 3    | 8    | -5    | 0      |

#### Groep B
| Datum   | Land          | Gem.    | Score | Gem.    | Land        |
| ------- | ------------- | ------- | ----- | ------- | ----------- |
| 27 jun. | Noord-Ierland | (94.52) | 4 – 1 | (75.42) | Zuid-Afrika |
| 28 jun. | Zuid-Afrika   | (87.06) | 4 – 2 | (79.27) | Zwitserland |
| 28 jun. | Noord-Ierland | (86.43) | 4 – 3 | (90.95) | Zwitserland |

| Pos. | Land          | Wedstrijden | Wedstrijden | Wedstrijden | Legs | Legs | Legs  | Punten |
| ---- | ------------- | ----------- | ----------- | ----------- | ---- | ---- | ----- | ------ |
| Pos. | Land          | G           | W           | V           | LV   | LT   | Saldo | Punten |
| 1    | Noord-Ierland | 2           | 2           | 0           | 8    | 4    | +4    | 4      |
| 2    | Zuid-Afrika   | 2           | 1           | 1           | 5    | 6    | -1    | 2      |
| 3    | Zwitserland   | 2           | 0           | 2           | 5    | 8    | -3    | 0      |

#### Groep C
| Datum   | Land          | Gem.    | Score | Gem.    | Land          |
| ------- | ------------- | ------- | ----- | ------- | ------------- |
| 27 jun. | Duitsland     | (94.51) | 4 – 3 | (89.89) | Nieuw-Zeeland |
| 28 jun. | Nieuw-Zeeland | (91.09) | 4 – 0 | (78.05) | Finland       |
| 28 jun. | Duitsland     | (92.58) | 4 – 1 | (86.30) | Finland       |

| Pos. | Land          | Wedstrijden | Wedstrijden | Wedstrijden | Legs | Legs | Legs  | Punten |
| ---- | ------------- | ----------- | ----------- | ----------- | ---- | ---- | ----- | ------ |
| Pos. | Land          | G           | W           | V           | LV   | LT   | Saldo | Punten |
| 1    | Duitsland     | 2           | 2           | 0           | 8    | 4    | +4    | 4      |
| 2    | Nieuw-Zeeland | 2           | 1           | 1           | 7    | 4    | +3    | 2      |
| 3    | Finland       | 2           | 0           | 2           | 1    | 8    | -7    | 0      |

#### Groep D
| Datum   | Land      | Gem.    | Score | Gem.    | Land     |
| ------- | --------- | ------- | ----- | ------- | -------- |
| 27 jun. | Australië | (79.80) | 4 – 3 | (85.08) | Japan    |
| 28 jun. | Japan     | (85.59) | 1 – 4 | (90.99) | Hongkong |
| 28 jun. | Australië | (83.72) | 4 – 2 | (83.86) | Hongkong |

| Pos. | Land      | Wedstrijden | Wedstrijden | Wedstrijden | Legs | Legs | Legs  | Punten |
| ---- | --------- | ----------- | ----------- | ----------- | ---- | ---- | ----- | ------ |
| Pos. | Land      | G           | W           | V           | LV   | LT   | Saldo | Punten |
| 1    | Australië | 2           | 2           | 0           | 8    | 5    | +3    | 4      |
| 2    | Hongkong  | 2           | 1           | 1           | 6    | 5    | +1    | 2      |
| 3    | Japan     | 2           | 0           | 2           | 4    | 8    | -4    | 0      |

#### Groep E
| Datum   | Land     | Gem.    | Score | Gem.    | Land           |
| ------- | -------- | ------- | ----- | ------- | -------------- |
| 27 jun. | Ierland  | (86.76) | 4 – 2 | (77.11) | Litouwen       |
| 28 jun. | Litouwen | (85.05) | 2 – 4 | (86.81) | Chinees Taipei |
| 28 jun. | Ierland  | (94.07) | 3 – 4 | (95.02) | Chinees Taipei |

| Pos. | Land           | Wedstrijden | Wedstrijden | Wedstrijden | Legs | Legs | Legs  | Punten |
| ---- | -------------- | ----------- | ----------- | ----------- | ---- | ---- | ----- | ------ |
| Pos. | Land           | G           | W           | V           | LV   | LT   | Saldo | Punten |
| 1    | Chinees Taipei | 2           | 2           | 0           | 8    | 5    | +3    | 4      |
| 2    | Ierland        | 2           | 1           | 1           | 7    | 6    | +1    | 2      |
| 3    | Litouwen       | 2           | 0           | 2           | 4    | 8    | -4    | 0      |

#### Groep F
| Datum   | Land       | Gem.    | Score | Gem.    | Land   |
| ------- | ---------- | ------- | ----- | ------- | ------ |
| 27 jun. | Oostenrijk | (93.94) | 4 – 0 | (73.95) | China  |
| 28 jun. | China      | (72.64) | 4 – 2 | (67.09) | Guyana |
| 28 jun. | Oostenrijk | (82.76) | 4 – 1 | (70.07) | Guyana |

| Pos. | Land       | Wedstrijden | Wedstrijden | Wedstrijden | Legs | Legs | Legs  | Punten |
| ---- | ---------- | ----------- | ----------- | ----------- | ---- | ---- | ----- | ------ |
| Pos. | Land       | G           | W           | V           | LV   | LT   | Saldo | Punten |
| 1    | Oostenrijk | 2           | 2           | 0           | 8    | 1    | +7    | 4      |
| 2    | China      | 2           | 1           | 1           | 4    | 6    | -2    | 2      |
| 3    | Guyana     | 2           | 0           | 2           | 3    | 8    | -5    | 0      |

#### Groep G
| Datum   | Land      | Gem.    | Score | Gem.    | Land      |
| ------- | --------- | ------- | ----- | ------- | --------- |
| 27 jun. | Polen     | (79.69) | 4 – 2 | (72.51) | Noorwegen |
| 28 jun. | Noorwegen | (82.82) | 4 – 3 | (80.74) | Hongarije |
| 28 jun. | Polen     | (82.97) | 4 – 1 | (73.09) | Hongarije |

| Pos. | Land      | Wedstrijden | Wedstrijden | Wedstrijden | Legs | Legs | Legs  | Punten |
| ---- | --------- | ----------- | ----------- | ----------- | ---- | ---- | ----- | ------ |
| Pos. | Land      | G           | W           | V           | LV   | LT   | Saldo | Punten |
| 1    | Polen     | 2           | 2           | 0           | 8    | 3    | +5    | 4      |
| 2    | Noorwegen | 2           | 1           | 1           | 6    | 7    | -1    | 2      |
| 3    | Hongarije | 2           | 0           | 2           | 4    | 8    | -4    | 0      |

#### Groep H
| Datum   | Land     | Gem.    | Score | Gem.    | Land    |
| ------- | -------- | ------- | ----- | ------- | ------- |
| 27 jun. | Tsjechië | (77.48) | 4 – 3 | (65.74) | Bahrein |
| 28 jun. | Bahrein  | (54.35) | 0 – 4 | (63.28) | IJsland |
| 28 jun. | Tsjechië | (73.32) | 4 – 0 | (65.67) | IJsland |

| Pos. | Land     | Wedstrijden | Wedstrijden | Wedstrijden | Legs | Legs | Legs  | Punten |
| ---- | -------- | ----------- | ----------- | ----------- | ---- | ---- | ----- | ------ |
| Pos. | Land     | G           | W           | V           | LV   | LT   | Saldo | Punten |
| 1    | Tsjechië | 2           | 2           | 0           | 8    | 3    | +5    | 4      |
| 2    | IJsland  | 2           | 1           | 1           | 4    | 4    | 0     | 2      |
| 3    | Bahrein  | 2           | 0           | 2           | 3    | 8    | -5    | 0      |

#### Groep I
| Datum   | Land     | Gem.    | Score | Gem.    | Land     |
| ------- | -------- | ------- | ----- | ------- | -------- |
| 27 jun. | Kroatië  | (92.49) | 4 – 0 | (73.10) | Maleisië |
| 28 jun. | Maleisië | (71.52) | 3 – 4 | (81.85) | Canada   |
| 28 jun. | Kroatië  | (83.49) | 4 – 2 | (80.68) | Canada   |

| Pos. | Land     | Wedstrijden | Wedstrijden | Wedstrijden | Legs | Legs | Legs  | Punten |
| ---- | -------- | ----------- | ----------- | ----------- | ---- | ---- | ----- | ------ |
| Pos. | Land     | G           | W           | V           | LV   | LT   | Saldo | Punten |
| 1    | Kroatië  | 2           | 2           | 0           | 8    | 2    | +6    | 4      |
| 2    | Canada   | 2           | 1           | 1           | 6    | 7    | -1    | 2      |
| 3    | Maleisië | 2           | 0           | 2           | 3    | 8    | -5    | 0      |

#### Groep J
| Datum   | Land      | Gem.    | Score | Gem.    | Land       |
| ------- | --------- | ------- | ----- | ------- | ---------- |
| 27 jun. | Frankrijk | (90.55) | 4 – 1 | (85.35) | Letland    |
| 28 jun. | Letland   | (91.86) | 4 – 2 | (77.17) | Denemarken |
| 28 jun. | Frankrijk | (74.56) | 4 – 3 | (74.10) | Denemarken |

| Pos. | Land       | Wedstrijden | Wedstrijden | Wedstrijden | Legs | Legs | Legs  | Punten |
| ---- | ---------- | ----------- | ----------- | ----------- | ---- | ---- | ----- | ------ |
| Pos. | Land       | G           | W           | V           | LV   | LT   | Saldo | Punten |
| 1    | Frankrijk  | 2           | 2           | 0           | 8    | 4    | +4    | 4      |
| 2    | Letland    | 2           | 1           | 1           | 5    | 6    | -1    | 2      |
| 3    | Denemarken | 2           | 0           | 2           | 5    | 8    | -3    | 0      |

#### Groep K
| Datum   | Land   | Gem.    | Score | Gem.    | Land      |
| ------- | ------ | ------- | ----- | ------- | --------- |
| 27 jun. | Zweden | (98.56) | 4 – 0 | (82.90) | Spanje    |
| 28 jun. | Spanje | (75.71) | 3 – 4 | (77.56) | Gibraltar |
| 28 jun. | Zweden | (82.17) | 4 – 1 | (69.67) | Gibraltar |

| Pos. | Land      | Wedstrijden | Wedstrijden | Wedstrijden | Legs | Legs | Legs  | Punten |
| ---- | --------- | ----------- | ----------- | ----------- | ---- | ---- | ----- | ------ |
| Pos. | Land      | G           | W           | V           | LV   | LT   | Saldo | Punten |
| 1    | Zweden    | 2           | 2           | 0           | 8    | 1    | +7    | 4      |
| 2    | Gibraltar | 2           | 1           | 1           | 5    | 7    | -2    | 2      |
| 3    | Spanje    | 2           | 0           | 2           | 3    | 8    | -5    | 0      |

#### Groep L
| Datum   | Land             | Gem.    | Score | Gem.    | Land     |
| ------- | ---------------- | ------- | ----- | ------- | -------- |
| 27 jun. | Verenigde Staten | (69.00) | 2 – 4 | (70.56) | Portugal |
| 28 jun. | Verenigde Staten | (78.37) | 2 – 4 | (88.19) | Italië   |
| 28 jun. | Portugal         | (78.22) | 3 – 4 | (80.74) | Italië   |

| Pos. | Land             | Wedstrijden | Wedstrijden | Wedstrijden | Legs | Legs | Legs  | Punten |
| ---- | ---------------- | ----------- | ----------- | ----------- | ---- | ---- | ----- | ------ |
| Pos. | Land             | G           | W           | V           | LV   | LT   | Saldo | Punten |
| 1    | Italië           | 2           | 2           | 0           | 8    | 5    | +3    | 4      |
| 2    | Portugal         | 2           | 1           | 1           | 7    | 6    | +1    | 2      |
| 3    | Verenigde Staten | 2           | 0           | 2           | 4    | 8    | -4    | 0      |

### Knock-outfase
|  | Tweede ronde beste van 15 legs 29 juni | Tweede ronde beste van 15 legs 29 juni | Tweede ronde beste van 15 legs 29 juni |   |                       | Kwartfinales beste van 15 legs 30 juni | Kwartfinales beste van 15 legs 30 juni | Kwartfinales beste van 15 legs 30 juni |   |                  | Halve finales beste van 15 legs 30 juni | Halve finales beste van 15 legs 30 juni | Halve finales beste van 15 legs 30 juni |  |   | Finale beste van 19 legs 30 juni | Finale beste van 19 legs 30 juni | Finale beste van 19 legs 30 juni |
|  |                                        |                                        |                                        |   |                       |                                        |                                        |                                        |   |                  |                                         |                                         |                                         |  |   |                                  |                                  |                                  |
|  | 1                                      | Engeland (86.23)                       | 8                                      |   |                       |                                        |                                        |                                        |   |                  |                                         |                                         |                                         |  |   |                                  |                                  |                                  |
|  | 14                                     | Frankrijk (78.36)                      | 3                                      |   |                       |                                        |                                        |                                        |   |                  |                                         |                                         |                                         |  |   |                                  |                                  |                                  |
|  | 14                                     | Frankrijk (78.36)                      | 3                                      |   | 1                     | Engeland (98.73)                       | 8                                      |                                        |   |                  |                                         |                                         |                                         |  |   |                                  |                                  |                                  |
|  |                                        |                                        |                                        |   | 1                     | Engeland (98.73)                       | 8                                      |                                        |   |                  |                                         |                                         |                                         |  |   |                                  |                                  |                                  |
|  |                                        | 6                                      | Noord-Ierland (90.61)                  | 4 |                       |                                        |                                        |                                        |   |                  |                                         |                                         |                                         |  |   |                                  |                                  |                                  |
|  | 6                                      | 6                                      | Noord-Ierland (90.61)                  | 4 | Noord-Ierland (84.93) | 8                                      |                                        |                                        |   |                  |                                         |                                         |                                         |  |   |                                  |                                  |                                  |
|  | 6                                      |                                        |                                        |   |                       | 8                                      |                                        |                                        |   |                  |                                         |                                         |                                         |  |   |                                  |                                  |                                  |
|  | 7                                      | Duitsland (85.88)                      | 7                                      |   |                       |                                        |                                        |                                        |   |                  |                                         |                                         |                                         |  |   |                                  |                                  |                                  |
|  | 7                                      | Duitsland (85.88)                      | 7                                      |   |                       |                                        |                                        |                                        | 1 | Engeland (96.39) | 8                                       |                                         |                                         |  |   |                                  |                                  |                                  |
|  |                                        |                                        |                                        |   |                       |                                        |                                        |                                        | 1 | Engeland (96.39) | 8                                       |                                         |                                         |  |   |                                  |                                  |                                  |
|  |                                        | 4                                      | Schotland (94.07)                      | 4 |                       |                                        |                                        |                                        |   |                  |                                         |                                         |                                         |  |   |                                  |                                  |                                  |
|  | 4                                      | 4                                      | Schotland (94.07)                      | 4 | Schotland (88.86)     | 8                                      |                                        |                                        |   |                  |                                         |                                         |                                         |  |   |                                  |                                  |                                  |
|  | 4                                      |                                        |                                        |   |                       | 8                                      |                                        |                                        |   |                  |                                         |                                         |                                         |  |   |                                  |                                  |                                  |
|  | 11                                     | Polen (83.40)                          | 2                                      |   |                       |                                        |                                        |                                        |   |                  |                                         |                                         |                                         |  |   |                                  |                                  |                                  |
|  | 11                                     | Polen (83.40)                          | 2                                      |   | 4                     | Schotland (86.40)                      | 8                                      |                                        |   |                  |                                         |                                         |                                         |  |   |                                  |                                  |                                  |
|  |                                        |                                        |                                        |   | 4                     | Schotland (86.40)                      | 8                                      |                                        |   |                  |                                         |                                         |                                         |  |   |                                  |                                  |                                  |
|  |                                        | 15                                     | Zweden (88.26)                         | 7 |                       |                                        |                                        |                                        |   |                  |                                         |                                         |                                         |  |   |                                  |                                  |                                  |
|  | 12                                     | 15                                     | Zweden (88.26)                         | 7 | Tsjechië (80.44)      | 6                                      |                                        |                                        |   |                  |                                         |                                         |                                         |  |   |                                  |                                  |                                  |
|  | 12                                     |                                        |                                        |   |                       | 6                                      |                                        |                                        |   |                  |                                         |                                         |                                         |  |   |                                  |                                  |                                  |
|  | 15                                     | Zweden (84.06)                         | 8                                      |   |                       |                                        |                                        |                                        |   |                  |                                         |                                         |                                         |  |   |                                  |                                  |                                  |
|  | 15                                     | Zweden (84.06)                         | 8                                      |   |                       |                                        |                                        |                                        |   |                  |                                         |                                         |                                         |  | 1 | Engeland (100.62)                | 10                               |                                  |
|  |                                        |                                        |                                        |   |                       |                                        |                                        |                                        |   |                  |                                         |                                         |                                         |  | 1 | Engeland (100.62)                | 10                               |                                  |
|  |                                        | 10                                     | Oostenrijk (87.96)                     | 6 |                       |                                        |                                        |                                        |   |                  |                                         |                                         |                                         |  |   |                                  |                                  |                                  |
|  | 2                                      | 10                                     | Oostenrijk (87.96)                     | 6 | Wales (91.69)         | 6                                      |                                        |                                        |   |                  |                                         |                                         |                                         |  |   |                                  |                                  |                                  |
|  | 2                                      |                                        |                                        |   | Wales (91.69)         | 6                                      |                                        |                                        |   |                  |                                         |                                         |                                         |  |   |                                  |                                  |                                  |
|  | 13                                     | Kroatië (89.21)                        | 8                                      |   |                       |                                        |                                        |                                        |   |                  |                                         |                                         |                                         |  |   |                                  |                                  |                                  |
|  | 13                                     | Kroatië (89.21)                        | 8                                      |   | 13                    | Kroatië (95.61)                        | 7                                      |                                        |   |                  |                                         |                                         |                                         |  |   |                                  |                                  |                                  |
|  |                                        |                                        |                                        |   | 13                    | Kroatië (95.61)                        | 7                                      |                                        |   |                  |                                         |                                         |                                         |  |   |                                  |                                  |                                  |
|  |                                        | 10                                     | Oostenrijk (89.39)                     | 8 |                       |                                        |                                        |                                        |   |                  |                                         |                                         |                                         |  |   |                                  |                                  |                                  |
|  | 10                                     | 10                                     | Oostenrijk (89.39)                     | 8 | Oostenrijk (87.43)    | 8                                      |                                        |                                        |   |                  |                                         |                                         |                                         |  |   |                                  |                                  |                                  |
|  | 10                                     |                                        |                                        |   |                       | 8                                      |                                        |                                        |   |                  |                                         |                                         |                                         |  |   |                                  |                                  |                                  |
|  |                                        | Chinees Taipei (85.53)                 | 4                                      |   |                       |                                        |                                        |                                        |   |                  |                                         |                                         |                                         |  |   |                                  |                                  |                                  |
|  |                                        |                                        |                                        |   |                       | 10                                     | Oostenrijk (89.27)                     | 8                                      |   |                  |                                         |                                         |                                         |  |   |                                  |                                  |                                  |
|  |                                        |                                        |                                        |   |                       |                                        |                                        |                                        |   |                  |                                         |                                         |                                         |  |   |                                  |                                  |                                  |
|  |                                        | 5                                      | België (85.20)                         | 3 |                       |                                        |                                        |                                        |   |                  |                                         |                                         |                                         |  |   |                                  |                                  |                                  |
|  | 3                                      | 5                                      | België (85.20)                         | 3 | Nederland (100.96)    | 2                                      |                                        |                                        |   |                  |                                         |                                         |                                         |  |   |                                  |                                  |                                  |
|  | 3                                      |                                        |                                        |   | Nederland (100.96)    | 2                                      |                                        |                                        |   |                  |                                         |                                         |                                         |  |   |                                  |                                  |                                  |
|  | 5                                      | België (97.31)                         | 8                                      |   |                       |                                        |                                        |                                        |   |                  |                                         |                                         |                                         |  |   |                                  |                                  |                                  |
|  | 5                                      | België (97.31)                         | 8                                      |   | 5                     | België (86.21)                         | 8                                      |                                        |   |                  |                                         |                                         |                                         |  |   |                                  |                                  |                                  |
|  |                                        |                                        |                                        |   | 5                     | België (86.21)                         | 8                                      |                                        |   |                  |                                         |                                         |                                         |  |   |                                  |                                  |                                  |
|  |                                        |                                        | Italië (85.06)                         | 7 |                       |                                        |                                        |                                        |   |                  |                                         |                                         |                                         |  |   |                                  |                                  |                                  |
|  |                                        | Italië (82.48)                         | Italië (85.06)                         | 7 | 8                     |                                        |                                        |                                        |   |                  |                                         |                                         |                                         |  |   |                                  |                                  |                                  |
|  |                                        | Italië (82.48)                         |                                        |   | 8                     |                                        |                                        |                                        |   |                  |                                         |                                         |                                         |  |   |                                  |                                  |                                  |
|  | 8                                      | Australië (85.26)                      | 7                                      |   |                       |                                        |                                        |                                        |   |                  |                                         |                                         |                                         |  |   |                                  |                                  |                                  |

## Kampioen
|                    |
| Vlag van Engeland  |
| ENGELAND 5de titel |

## Bijzonderheden
- Chinees Taipei was voor het eerst vertegenwoordigd op de World Cup of Darts.[4]
- Italië overleefde voor het eerst de eerste ronde en bereikte meteen de kwartfinale, waar het werd uitgeschakeld door België.
- Kim Huybrechts bereikte persoonlijk voor de achtste keer de halve finale van de World Cup of Darts op dertien deelnames, een record onder alle deelnemers.

2010 · 
2012 · 
2013 · 
2014 · 
2015 · 
2016 · 
2017 ·
2018 ·
2019 ·
2020 ·
2021 ·
2022 ·
2023 ·
2024 ·
2025